# 王克玉
王克玉（1940年1月—），山东省茌平县人。中华人民共和国政治人物。

## 生平
1965年8月参加工作，1966年1月，加入中国共产党。1961年至1965年在山东师范学院中文系学习。历任茌平县城关区社教工作队员、组长，高唐县琉璃寺区副区长、革委常委；1970年至1978年，任聊城地革委政治部办公室办事员，地委宣传部理论科、宣传科副科长；1978年，调山东省委组织部干部二处工作。1981年，任省委组织部党政干部处一级巡视员、副处长、处长，1987年7月，任中共山东省委组织部副部长，1992年5月，任常务副部长。1994年7月，任中共山东省委组织部部长，1994年11月，兼任中共山东省委常委。1998年4月，在山东省第九届人民代表大会第一次会议上当选为山东省人民代表大会常务委员会副主任。